# Bernat Amorós

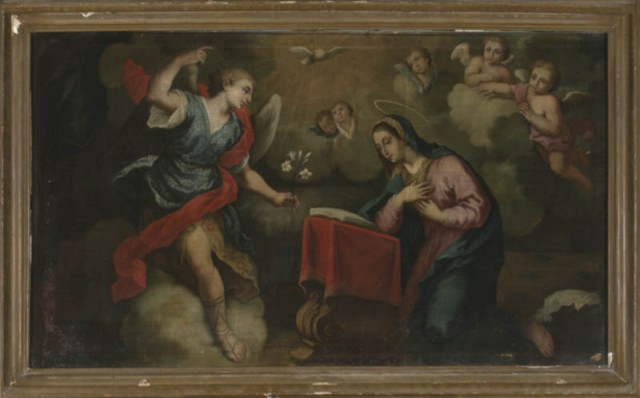
Anunciació, de Bernat Amorós

Bernat Amorós (segle xvii) fou un pintor català documentat a Cervera, a Manresa i a Barcelona. El 1682 va realitzar una obra a l'església de les caputxines de Manresa. Un any després realitzaria cinc obres més per a la també manresana església de Sant Miquel. El Museu Duran i Sanpere de Cervera conserva dues obres seves, una Immaculada de 1687 i una Anunciació adquirida el 2015 per subhasta.